# Belmont-Sainte-Foi
Belmont-Sainte-Foi is een gemeente in het Franse departement Lot (regio Occitanie) en telt 112 inwoners (2009). De plaats maakt deel uit van het arrondissement Cahors.

## Geografie
De oppervlakte van Belmont-Sainte-Foi bedraagt 8,5 km², de bevolkingsdichtheid is dus 13,2 inwoners per km².
De onderstaande kaart toont de ligging van Belmont-Sainte-Foi met de belangrijkste infrastructuur en aangrenzende gemeenten.

## Demografie
Onderstaande figuur toont het verloop van het inwonertal (bron: INSEE-tellingen).